# グラン (ミサイル)
グラン（ウクライナ語: Грань）は、ウクライナのルーチ設計局が開発した短距離空対空ミサイルである。開発名称は611。世代的にはAIM-9Xと同じ世代に属する。
グランの源流はソ連時代にMFIによって開発された航空機向けに開発されていたK-30にある。K-30は、1990年代に開発が開始され、1997年より生産が開始される予定であったが、ソビエト連邦の崩壊に伴いMFI計画は中止されK-30の量産計画も中止となった。しかし、ウクライナではこのK-30をベースに新たにミサイルを開発することを決定し、2002年9月14日に開発を発表した。2006年には開発は最終段階に入り、MiG-29を使っての試験も実施した。また、その年にルーチはグランのモックアップをアヴィアスヴィートXXIで展示した。しかし、2010年にミサイル開発のための資金がサプサンに集約されることとなり、開発は中断状態となっている。
グランの形状はIRIS-Tや04式空対空誘導弾に類似しており、K-30の設計をベースに胴体中央部にストレーキを追加している。推力偏向方式にはジェットタブ(複数のタブにより推力の方向を偏向させる制御方式)方式を採用した。コンポーネントにはR-73のものも採用されており、シーカーは同じMK.80を採用している。近接信管はレーダー方式。
性能については、悪天候下や空や水面を背景にした状態でも使用でき爆撃機や低空を飛行する航空機を攻撃することができるとされている。
対応機は、MiG-29MU1で6発が搭載できる。そのほかアップグレードされたMi-24/25へ搭載させることができ、4発が搭載できる。

## スペック
- キャリア高度 20 - 20,000m
- 目標高度 20 - 20,000m
- キャリア速度 650 - 2,500km/h
- 目標速度 2,700km/h
- キャリアと目標速度との相関 0,8 - 3
- 荷重 0 - 12G
- キャリア上のターゲットの位置 0 - 5,000m
- オフボアサイト角度 ±60
- 攻撃時の最小射程
  - 正面 0,65 - 40m
  - 後方 0,3 - 20m
  - 側面 0,6 - 15m
- 誘導飛行時間 25秒